# Micromys minutus
Chuột choắt tai nhỏ (Micromys minutus) là một loài động vật có vú trong họ Chuột, bộ Gặm nhấm. Loài này được Pallas mô tả năm 1771.
Đây là loài bản địa châu Âu và châu Á. Nó thường sinh sống ở các cánh đồng ngũ cốc như lúa mì và yến mạch. Loài chuột này chủ yếu ăn hạt và côn trùng, ngoài ra còn ăn mật hoa và trái cây.

## Hình ảnh

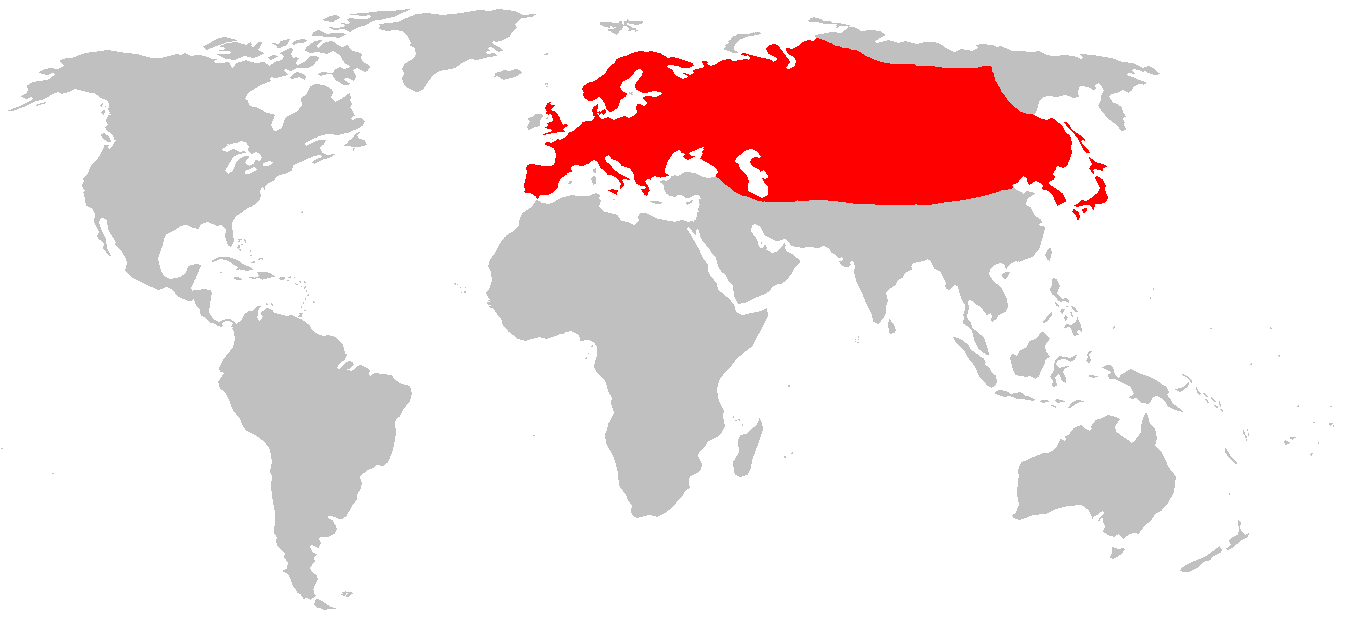
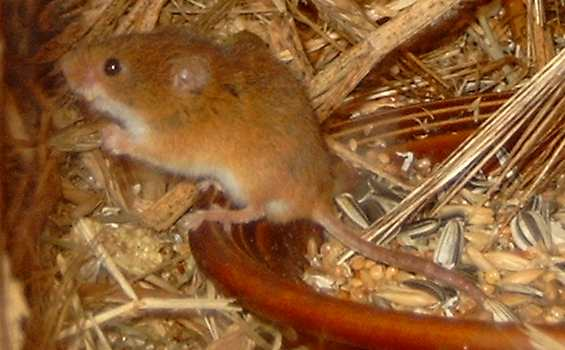
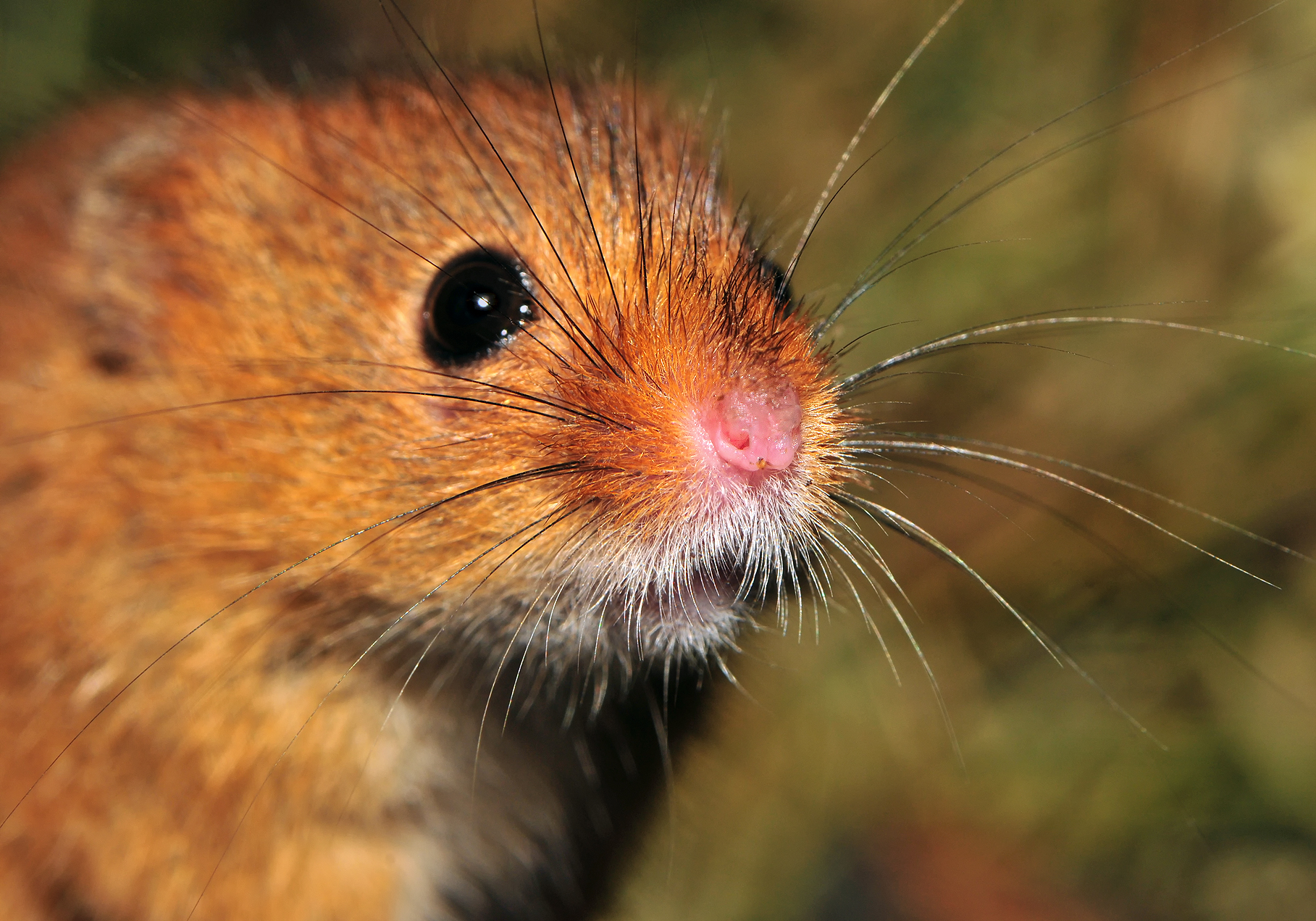
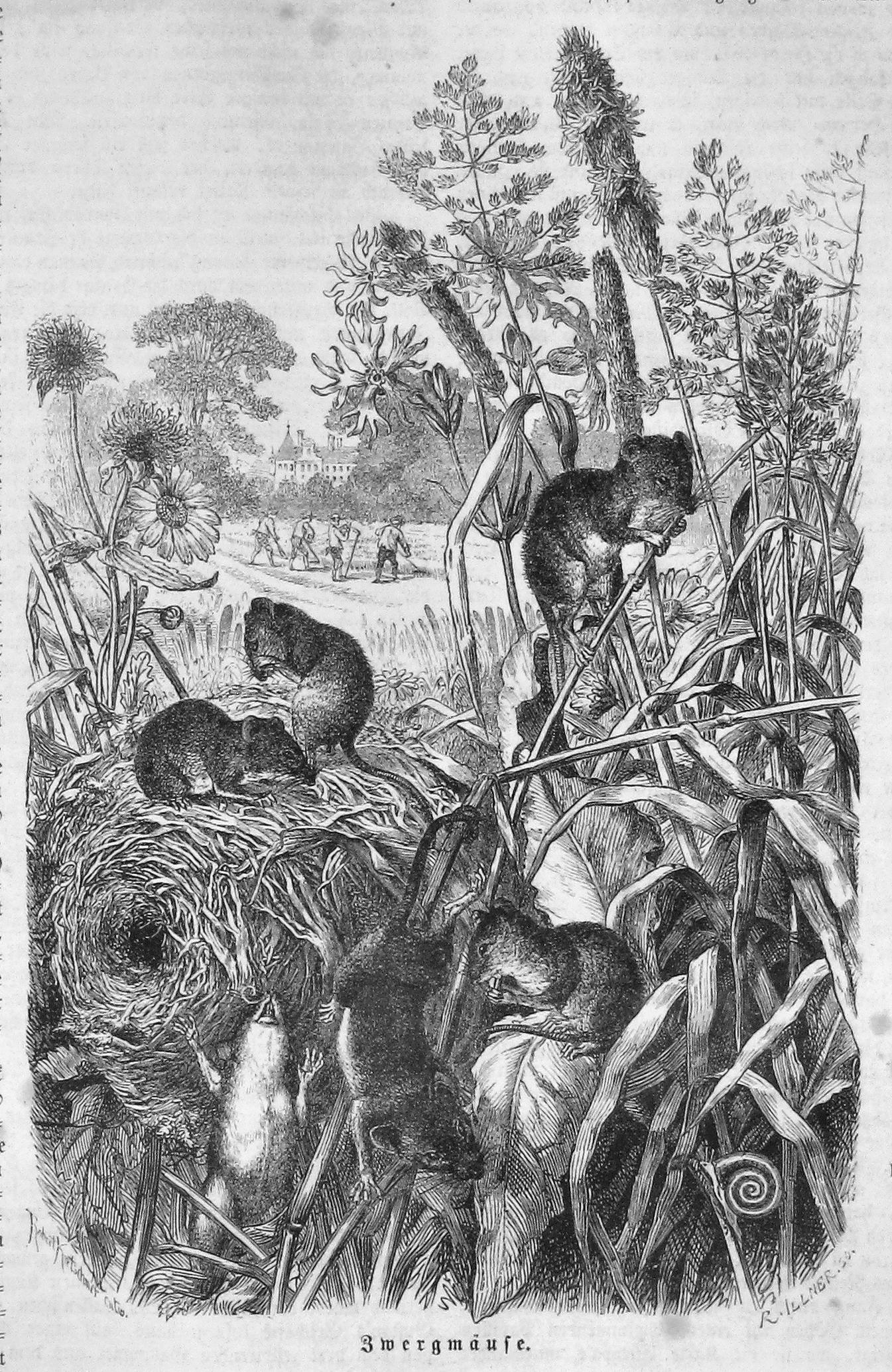